# Liste der Straßennamen von Wittighausen

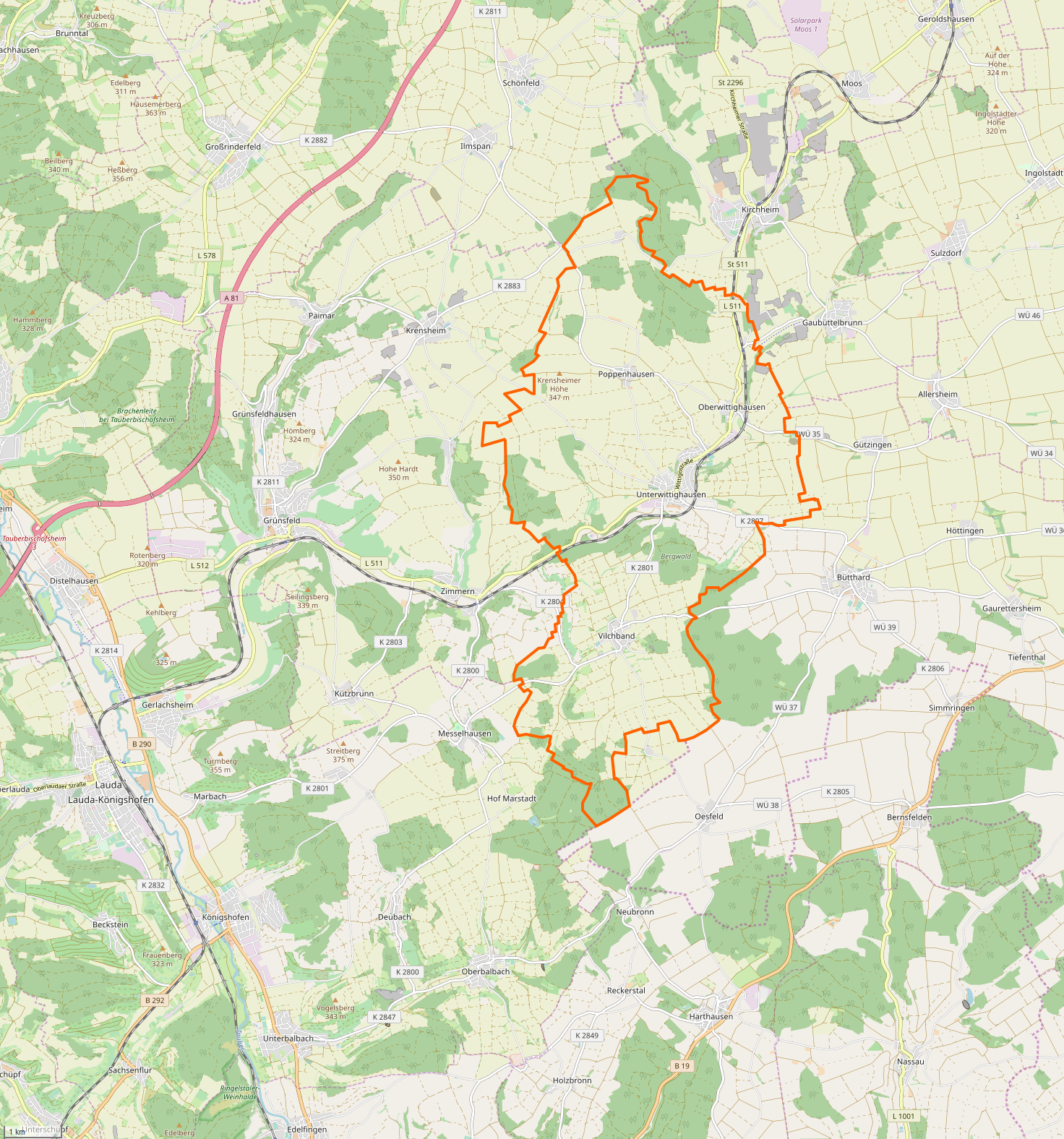
Gemarkung und Lage der Gemeinde Wittighausen

Wappen der Gemeinde Wittighausen

Diese Liste der Straßennamen von Wittighausen zeigt die Namen der aktuellen und historischen Straßen, Gassen, Wege und Plätze der Gemeinde Wittighausen und deren Ortsteile (Oberwittighausen, Poppenhausen, Unterwittighausen und Vilchband) sowie deren Namensherkunft, Namensgeber oder Bedeutung, sofern bekannt.
Der Artikel ist Teil der übergeordneten Liste der Straßennamen im Main-Tauber-Kreis. Die Liste erhebt keinen Anspruch auf Vollständigkeit.
| Rad- und Wanderwege – Literatur – Weblinks |

## A

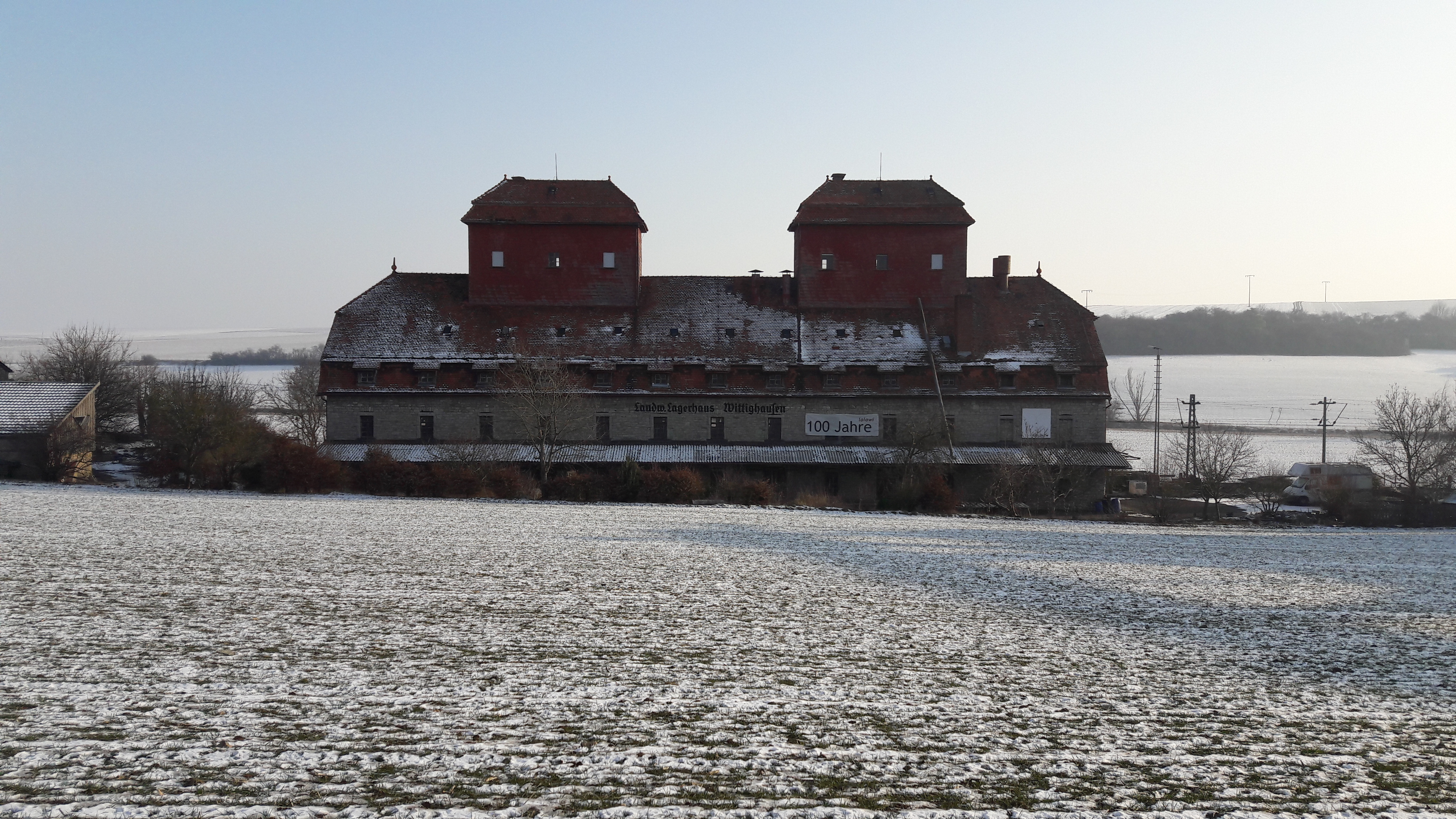
Altes Lagerhaus in Unterwittighausen, Am Katzenstein 4

- Alte Poppenhäuser Straße – verläuft Richtung des alten Verbindungsweges zwischen Unterwittighausen und Poppenhausen, im Ortsteil Unterwittighausen
- Alte Schulgasse – im Ortsteil Unterwittighausen
- Alte Wittighäuser Straße – verläuft Richtung des alten Verbindungsweges zwischen Unterwittighausen und Poppenhausen, im Ortsteil Poppenhausen
- Am Bären – im Ortsteil Unterwittighausen[2]
- Am Berglein – im Ortsteil Oberwittighausen
- Am Damm – im Ortsteil Unterwittighausen
- Am Grenzbach – im Ortsteil Unterwittighausen
- Am Hag – im Ortsteil Vilchband
- Am Ihmet – im Ortsteil Oberwittighausen am Wohnplatz Bahnstation Gaubüttelbrunn sowie dem nebenan gelegenen Wohnplatz Ihmet
- Am Judengarten – im Ortsteil Unterwittighausen
- Am Katzenstein – im Ortsteil Oberwittighausen
- Am Kirchberg – im Ortsteil Vilchband
- Am Kuhtrieb – im Ortsteil Poppenhausen
- Am Mühlberg – im Ortsteil Unterwittighausen am Wohnplatz Langenmühle
- Am oberen Tor – früherer oberer Ortseingang im Mittelalter, im Ortsteil Unterwittighausen. Der Straßenname liefert Hinweise auf eine frühere Dorfummauerung mit Toren.
- Am Petersberg – im Ortsteil Unterwittighausen
- Am Pilgerspfad – erinnert an Pilger, die zur St.-Sigismund-Kapelle (Oberwittighausen) pilgerten
- Am Plan – trägt seinen Namen wegen seiner zentralen Lage im „Altort“ Unterwittighausens. Die Straße liegt in der alten Unterwittighäuser Ortsmitte bzw. dem historischen Dorfplatz, dem sogenannten „Plan“.
- Am Stiftshof – im Ortsteil Poppenhausen
- Am tiefen Weg – im Ortsteil Oberwittighausen
- Am unteren Tor – früherer unterer Ortseingang im Mittelalter, im Ortsteil Unterwittighausen
- Am Weiher – im Ortsteil Vilchband
- Am Wengert – im Ortsteil Oberwittighausen
- An der Baumbrücke – im Ortsteil Unterwittighausen
- Augustinus-Rundweg – Stellt eine Verbindung der Seelsorgeeinheiten, welche um das Augustinerkloster in Messelhausen liegen dar. Eine Teilstrecke führt über die Gemarkung Vilchband.

## B

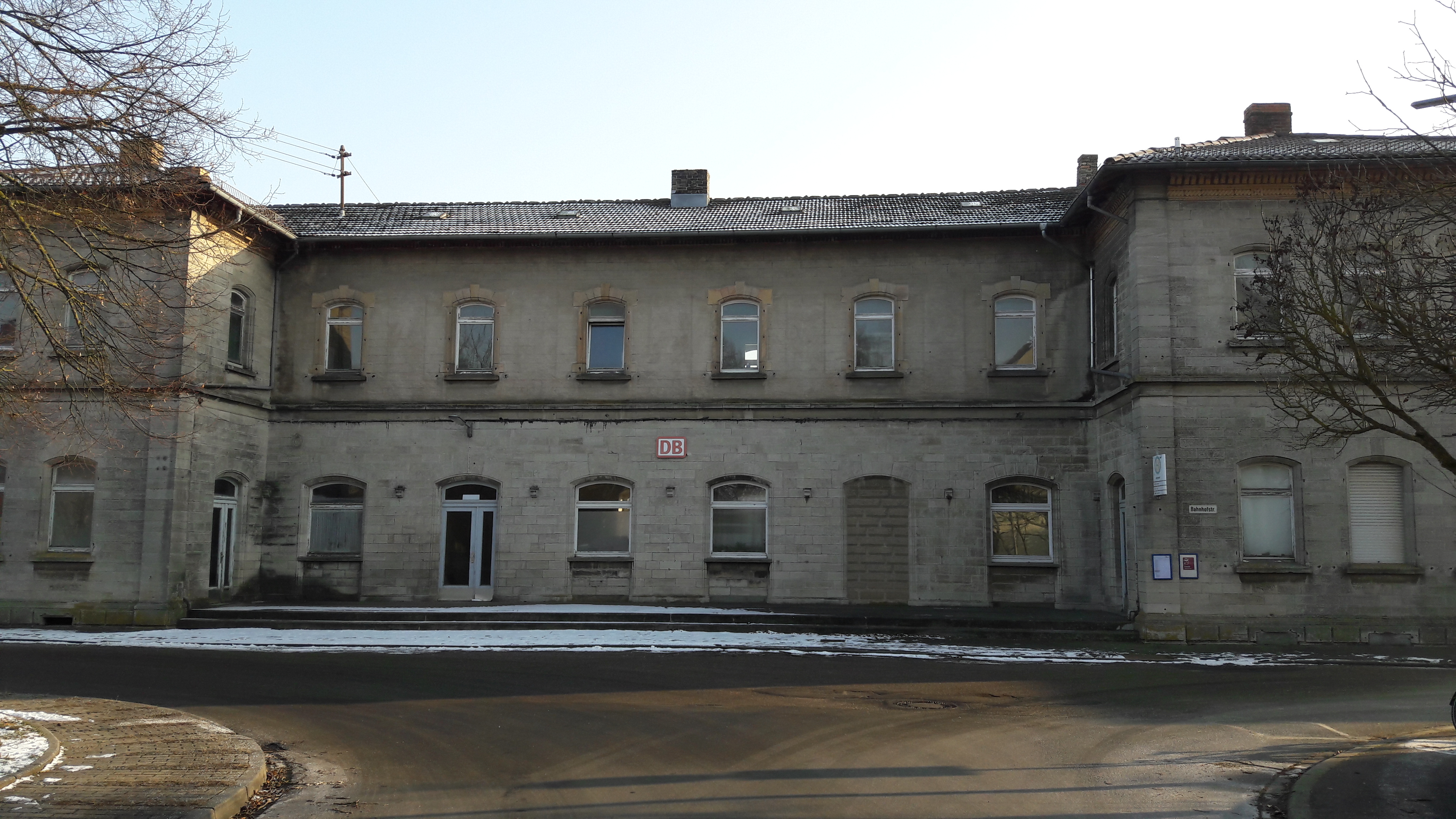
Bahnhof in Unterwittighausen, Bahnhofstraße 6

- Badener Straße – im Ortsteil Oberwittighausen, benannt nach Baden, dem westlichen Teil des deutschen Bundeslandes Baden-Württemberg
- Badersgasse – im Ortsteil Unterwittighausen
- Bahnhofstraße  – im Ortsteil Unterwittighausen, am namensgebenden Bahnhof Wittighausen
- Baulandstraße – im Ortsteil Vilchband
- Bayernstraße – führt in Richtung Allersheim, im Ortsteil Oberwittighausen, benannt nach dem deutschen Bundesland Bayern
- Beckengässlein – im Ortsteil Unterwittighausen
- Bonhoefferstraße – im Ortsteil Unterwittighausen
- Bowieser Straße – führt in Richtung der Igersheimer Exklave Bowiesen, im Ortsteil Vilchband
- Bräugäßlein – im Ortsteil Unterwittighausen
- Brunnengasse – im Ortsteil Unterwittighausen
- Bubenweg – im Ortsteil Poppenhausen
- Büttharder Straße – Ortsverbindungsweg zwischen Vilchband und Bütthard, im Ortsteil Vilchband

## D
- Dorfwiesenweg – im Ortsteil Vilchband[3]

## E
- Edith-Stein-Straße – im Ortsteil Unterwittighausen, benannt nach Edith Stein
- Effelterstraße – im Ortsteil Unterwittighausen

## F
- Frankenstraße – im Ortsteil Oberwittighausen, benannt nach der Region Franken
- Freidorfstraße – im Ortsteil Poppenhausen
- Friedhofstraße – im Ortsteil Vilchband[3]
- Froschgasse – im Ortsteil Unterwittighausen
- Frühlingstraße – im Ortsteil Vilchband

## G
- Gänsweg – im Ortsteil Oberwittighausen
- Gartenweg – im Ortsteil Unterwittighausen[2]
- Grabenweg – im Ortsteil Oberwittighausen
- Grammelter Weg – im Ortsteil Vilchband
- Grenzenmühlenweg – im Ortsteil Oberwittighausen in Richtung des Wohnplatzes Grenzenmühle
- Grombühlweg – im Ortsteil Oberwittighausen

## H
- Hauptstraße – Ortsverbindungsweg nach Messelhausen, im Ortsteil Vilchband
- Heerstraße – im Ortsteil Vilchband
- Hirschgasse – im Ortsteil Unterwittighausen
- Hof Lilach  – im Ortsteil Poppenhausen, beim Wohnplatz Hof Lilach
- Höfleinsgasse – im Ortsteil Unterwittighausen
- Hofstadtstraße – im Ortsteil Unterwittighausen
- Holzweg – im Ortsteil Unterwittighausen

## K

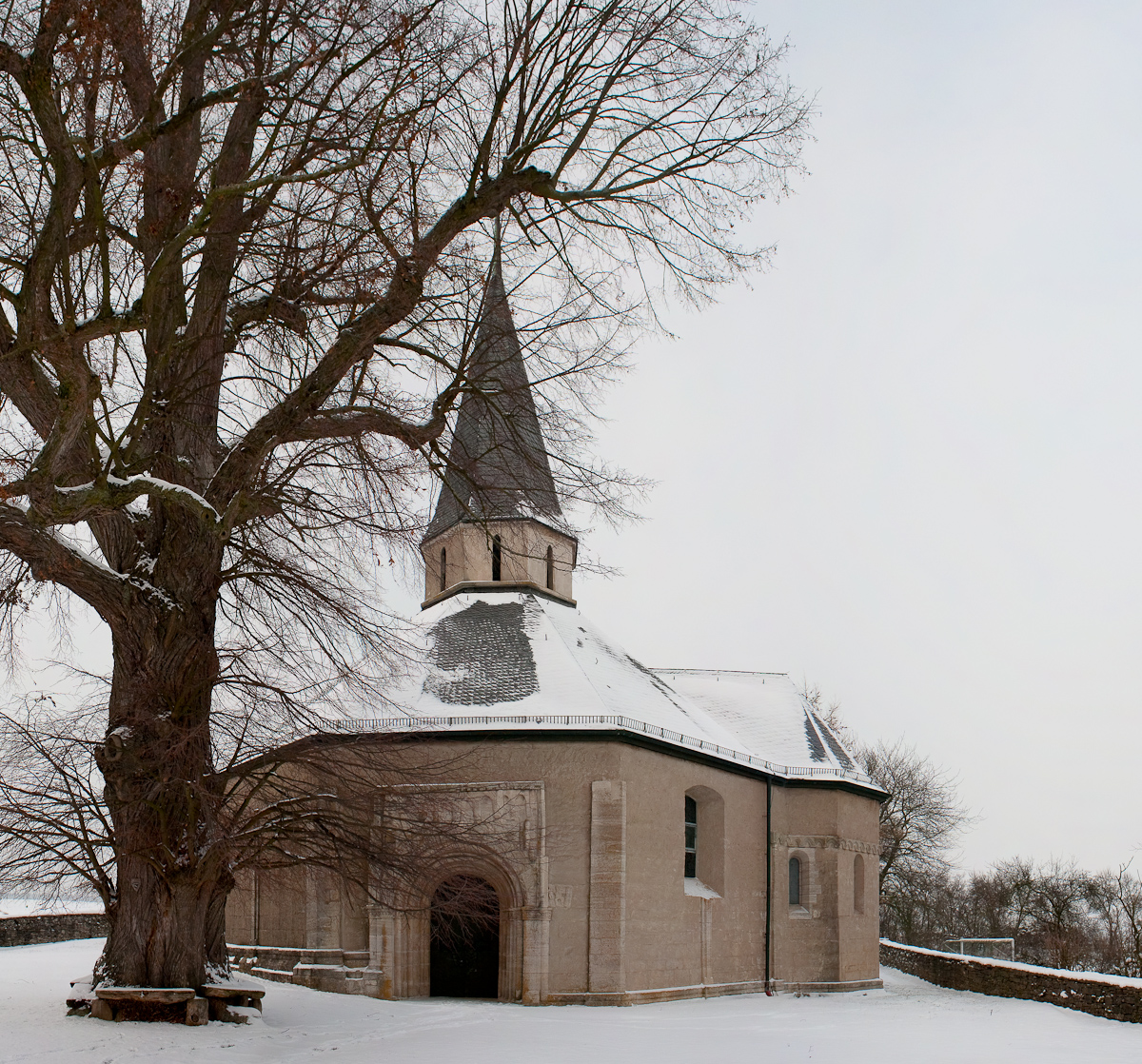
Bahnhof in Oberwittighausen, Kapellenberg 20

- K 2801 – in den Ortsteilen Unterwittighausen und Vilchband
- K 2804 – im Ortsteil Vilchband
- K 2807 – im Ortsteil Unterwittighausen
- K 2808 – im Ortsteil Oberwittighausen
- K 2809 – im Ortsteil Oberwittighausen
- K 2882 – in den Ortsteilen Poppenhausen und Unterwittighausen
- Kaiserstraße – im Ortsteil Unterwittighausen
- Kapellenberg – im Ortsteil Oberwittighausen
- Kastanienberg – im Ortsteil Unterwittighausen[2]
- Keltenstraße – im Ortsteil Unterwittighausen
- Kirchgasse – im Ortsteil Unterwittighausen
- Kirchheimer Straße – Ortsverbindungsweg nach Kirchheim, im Ortsteil Oberwittighausen
- Kolpingstraße – im Ortsteil Unterwittighausen
- Königstraße – im Ortsteil Unterwittighausen
- Krautgarten – im Ortsteil Vilchband
- Krensheimer Straße – Ortsverbindungsweg zum Grünsfelder Stadtteil Krensheim, im Ortsteil Unterwittighausen

## L
- L 511 – in den Ortsteilen Unterwittighausen und Oberwittighausen
- Langenmühlenweg – im Ortsteil Unterwittighausen in Richtung des Wohnplatzes Langenmühle
- Leonhard-Lurz-Straße – im Ortsteil Unterwittighausen, benannt nach Leonhard Lurz (* 1895; † 1977), aus Unterwittighausen, Urologe und Fachautor (Arbeiten über Nierentuberkulose, Probleme der Harnsteinbildung sowie endoskopische und röntgenonologische Diagnostik; bekannt für den "lumbaldorsalen Zugang nach Lurz" und Bücher zur Operationslehre).

## M
- Martin-Michel-Straße – im Ortsteil Unterwittighausen, benannte nach Martin Michel (* 1759; † 1824), Landwirt, Wunderheiler und Exorzist.

## P
- Panoramaweg – im Ortsteil Unterwittighausen[2]
- Paul-Steinbrenner-Straße – benannt nach dem Ehemaligen Ortspfarrer Paul Steinbrenner (1907–1985), im Ortsteil Unterwittighausen
- Pfarrgasse – im Ortsteil Unterwittighausen
- Pfuhlgäßlein – im Ortsteil Unterwittighausen

## Q
- Quellwiesen – im Ortsteil Unterwittighausen

## R
- Raiffeisenstraße – zwischen den Ortsteilen Unterwittighausen und Oberwittighausen, bei einem namengebenden, großen ZG Raiffeisen Lagerhaus
- Ringstraße – im Ortsteil Oberwittighausen

## S
- Schloßberg

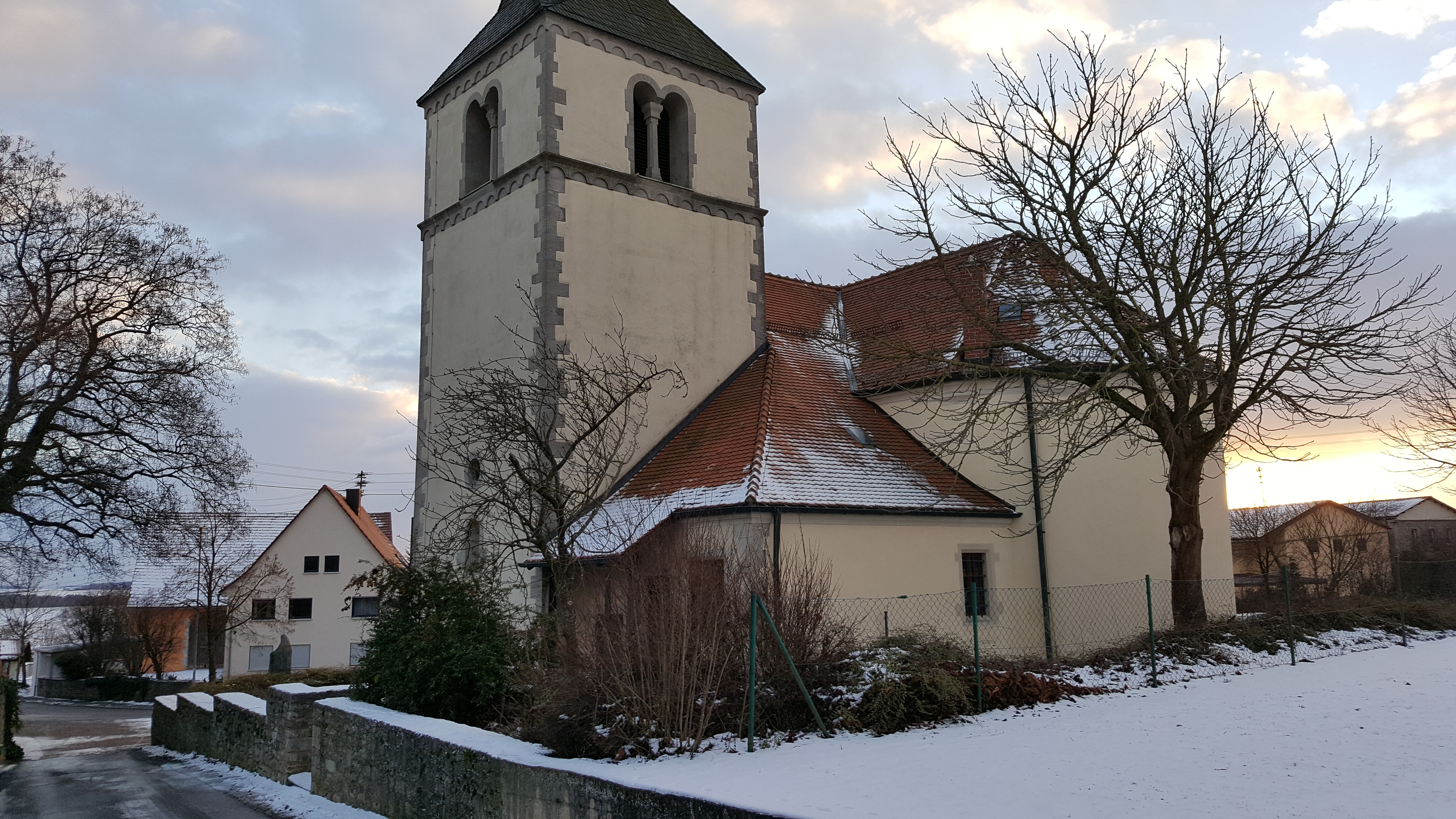
St.-Martinsweg in Poppenhausen

- Schmiedsgasse – im Ortsteil Vilchband
- Schneidersgäßlein – im Ortsteil Unterwittighausen
- Schulstraße – im Ortsteil Vilchband
- Seegartenweg – im Ortsteil Poppenhausen
- Sigismund-Lahner-Straße – im Ortsteil Unterwittighausen
- St. Martinsweg – im Ortsteil Poppenhausen
- Sternweg – im Ortsteil Oberwittighausen

## U
- Unterer Effelter – im Ortsteil Unterwittighausen

## V
- Vilchbander Straße – Ortsverbindungsweg nach Vilchband, im Ortsteil Unterwittighausen

## W

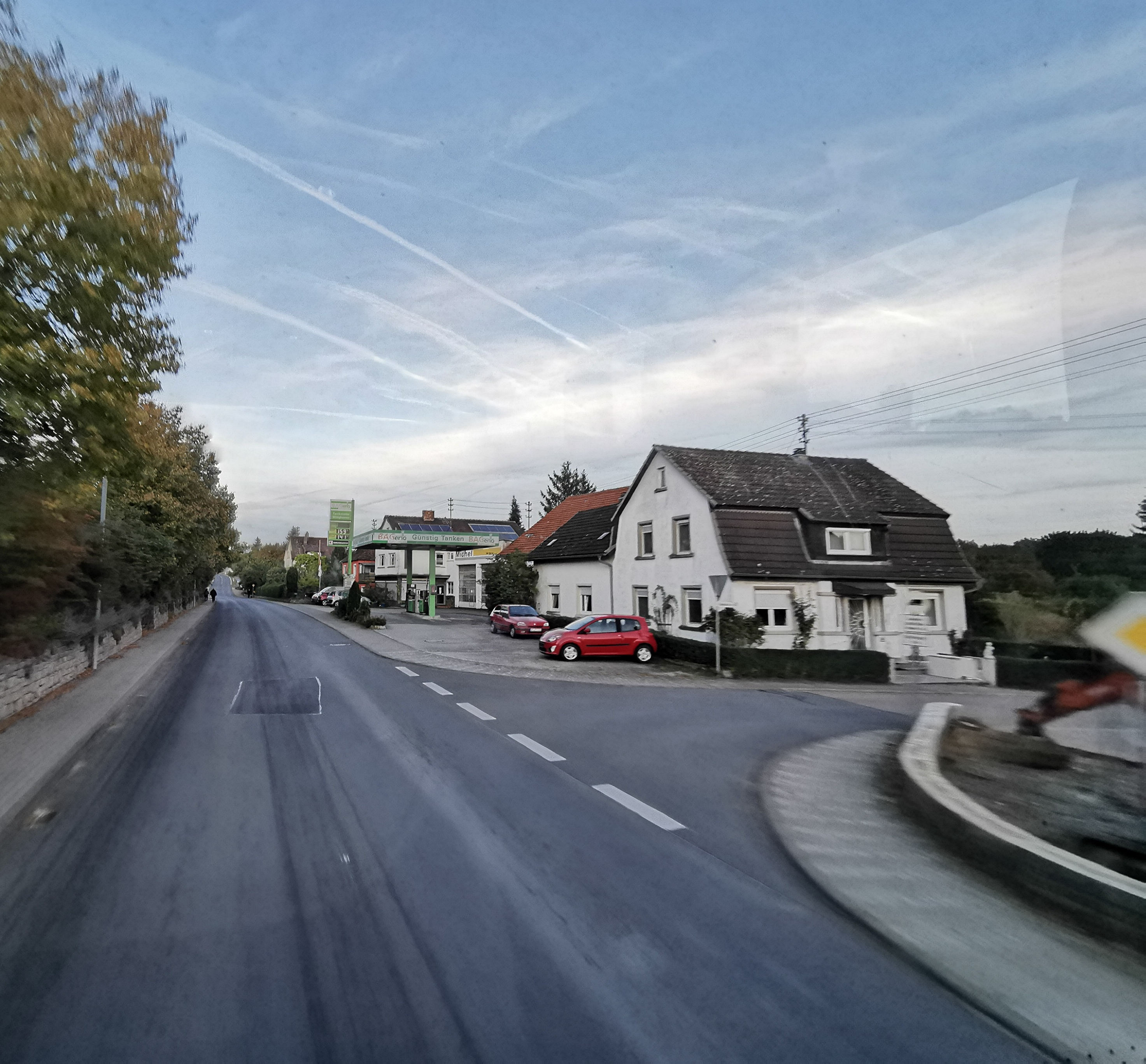
Wittigostraße

- Werner-Hoos-Straße – benannt nach dem Wittighäuser Ehrenbürger Werner Hoos[4]
- Wittigostraße – im Ortsteil Unterwittighausen

## Z
- Zimmerner Straße – Ortsverbindungsweg nach Zimmern, im Ortsteil Unterwittighausen

## Rad- und Wanderwege
- Wanderwege LT13 und LT14 – In Zusammenarbeit mit der Touristikgemeinschaft Liebliches Taubertal auf dem Gemeindegebiet angelegter und mit „LT14“ beschilderter Rundwanderweg. Die etwa 20 Kilometer lange Route verläuft vom Rathaus Wittighausen über Vilchband zum Marstadter See, danach über Kützbrunn und Zimmern zurück nach Wittighausen. Der Wanderweg LT13 überschneidet sich ein Stück mit dem Wanderweg LT14, welcher auf den Gemeindegebieten von Lauda-Königshofen und Grünsfeld verläuft.[5]
- Wittigbachtalradweg